# Magnus Liljedahl
Magnus Liljedahl, född den 6 mars 1954 i Göteborg, är en amerikansk seglare.
Han tog OS-guld i starbåt i samband med de olympiska seglingstävlingarna 2000 i Sydney.